# 蕨手刀

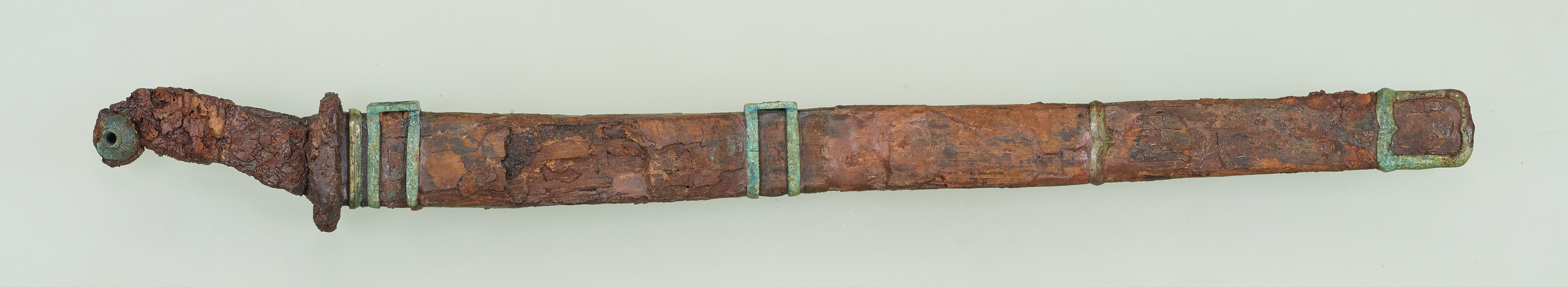
蕨手刀、平安時代の擦文時代（北海道）、8世紀、東京国立博物館蔵

蕨手刀（わらびてとう、わらびてがたな、わらびてかたな）は、日本の鉄製刀の一種で、片刃。柄と刀身とが一体として作られ（共鉄造り）、柄の形状に特徴がある（柄頭は早蕨の新芽の形状）。

## 名称
共鉄造りの柄頭が早蕨のように丸くなることからこの名前があるが、蕨手刀という呼称は現代の研究者によるものである。
文献でもっとも古い使用例は明治15年（1882年）に松浦弘（武四郎）が編集した図録『撥雲余興』第2集である。岩手県角塚古墳から出土した刀と東大寺正倉院伝世の刀の図を並べて「蕨手刀」と記載している。
名前の由来となっている特徴的な柄頭の用途・目的は不明であるが、手貫緒と掛通孔と柄軸のなす角度を鋭角にすることで強い握りを生じさせるためであると考える論者もいる。

## 概説
日本への馬の導入（古墳時代）以降、馬の生産が盛んとなった東日本（古代馬産は青森県青森平野､上北地域南東部まで行われていた）で、馬上で戦いに使う刀（もしくは護身用）として、当初は山刀のような短い直刀として生まれた。それまでの単純な直刀に比べると、特徴的な柄を片手で握って構えると刃が相手に向かい、振り下ろして切りつけると切断力が優り威力があった。
東北日本の蝦夷（えみし）は、和人から、馬および蕨手刀を取り入れ、彼ら伝統の弓術と組み合わせ、独特の騎馬術（戦術）を生んだ。また蕨手刀の威力向上の改良を続け、柄の部分は湾曲が増し、刀身が長くなり、刀反りがついた（湾刀）。
和人は、伝統的な長い直刀を改良し、この威力の高い刀（および作製技術）を大きく取り入れ、平安時代後期に日本刀を生むこととなった。また騎馬術も取り入れた。
また、北海道（オホーツク文化を含む）へも威力が高い刀として蝦夷から伝来された。
弘前市立弘前図書館が公表している日本全国での蕨手刀の分布図によると、現在までおよそ250点近くが日本全国で確認されている中で、大部分が北海道・東北地方の出土であり、残りも北関東がほとんどである。このことからも蝦夷（えみし）が主として使用していた武器であると考えられ、西日本でも数件の出土例はある。正倉院と大宮巌鼓神社には伝世刀が保存されている。
八木光則は、蕨手刀は、現在までおよそ280点ほどが日本全国で確認されており、その8割が北海道・東北地方から出土していることから蝦夷が好んで使っていたことは間違いないが、必ずしも蝦夷の独占物であったというわけではなく、数こそ少ないものの鹿児島（大隅半島）に至るまで全国に分布が広がっているとしている。
西国の蕨手刀は蝦夷（俘囚）が移配にともなって携行したものとされてきたが、東国と西国では蕨手刀の型式に差があることから、この説は否定される。立鼓柄刀と同じく蕨手刀は蝦夷の古墳や遺跡に副葬され、蝦夷文化の特徴のひとつとなった。
蕨手刀の刃反りが発展し、毛抜形蕨手刀、毛抜形太刀に変化するとされてきたことから、日本刀の祖型の一つとして言及されることもある。これに対して津野仁は、方頭大刀のうち共鉄造りのものが日本刀の出発点であるとして、日本刀の起源に一石を投じた。

## 歴史
石井昌国によって蕨手刀研究の大枠が出来上がると、その後の研究で鐔や鞘に装着する刀装具、柄頭の形、刃や柄の反りから1期から4期までの変遷がとらえられている。蕨手刀が製作された時期は7世紀後半から9世紀にかけてのおよそ2世紀の間である。出土分布は、北海道を除けば東日本の馬の産地と共通し黒ボク土の分布に一致する。
蕨手刀は、柄頭（つかがしら、柄の先端部）が蕨の若芽（早蕨）のような形態を呈するのが伝統的特徴である。柄には木を用いず、鉄の茎（なかご）に紐や糸などを巻いて握りとしている共鉄柄（ともがねつか）である。
初期型は刀身が短く、特徴的な柄頭もあまり大きくなく、群馬・長野・福島に限られる。とくに古墳時代以降の鉄刀が豊富な群馬が蕨手刀初源地の有力候補とされている。初期の形状は柄と刀身は直線的である（直刀）。しかし柄を握ると刃が僅かに相手方向へ向き、斬りつける際の威力が有った。鉈のように幅広と細身の両方が作られている。7世紀後半頃の東北地方北部の古墳の副葬品の代表例となった。
蕨手刀は蝦夷に取り入れられ改良され威力が増した。次第に柄の反りが増し、刀身が長くなり、刃反りがついた。これらにより切先が相手により近づいた。彎刀の形状に近くなったのは騎馬戦が盛んになったためと下向井龍彦は指摘している。蝦夷が騎馬戦に長けていたことは、『続日本書記』承和4月条に「陸奥國言。～洗復弓馬戦闘。夷之生習。」という文面から窺うことができる。
8世紀ごろには蕨手刀の柄頭が鼓のような形態に変化した「立鼓柄刀（りゅうごづかとう）」も登場し、蛇塚古墳の副葬品として蕨手刀と共に出土している。
9世紀後半ごろとされる蕨手刀には刀身に反りがあるものが確認されている。さらに平安初期には柄に毛抜形の透かしの入った毛抜形蕨手刀が作られるようになった。平安中期に差し掛かると蕨手刀は姿を消し、毛抜形太刀や毛抜形刀が生まれる。
ヤマト王権では権威の証として各地の豪族に装飾付大刀を与えることで影響力を行使しており、関連の深い蝦夷にも伝わったとされる。東北地方の古墳からは鉄製の装具を伴った蕨手刀の他、装飾付大刀、銀装の刀装具を伴った方頭大刀、朝鮮から伝わった獅子の柄頭など交易により入手した刀剣類も副葬品として出土している。
神社の宝物となっていた刀も存在する。

## 成分分析の結果
新日鉄の研究所で分析が試みられており、その結果、砂鉄を原料としていること、炭素量が少なく、混入物が多いことがわかった。刃の部分だけ炭素量の多い鉄で巻くようにしているものもあるが、炭素量が非常に少ないということは鉄の硬さが弱いということであり、実用的でないものもあって、品質差が大きかったということになる。ケイ酸塩などの混入物が多い質の良くない鉄で作られていたことが判明し、稲荷山鉄剣との精製度の違いが浮き彫りになった形となる。現在残っている物はほぼ古墳からの出土品であるが、最初から副葬用の儀礼刀として強度を無視して作ったのかは不明である。
東日本大震災後、被災した蕨手刀を復するとともに、岩手県立博物館にてあらかじめ保存処理時に採取し、保管されていた試料を用いて金属考古学的再調査が行われている。蕨手刀に含まれる銅・ニッケル・コバルトの3成分比からA~Gに分類し、その結果、蕨手刀の制作が複数の場所で行われ、それぞれの制作場所で異なった地域から作刀に必要な地金の調達がなされていた可能性が高いと指摘している。加えて、北海道地域と併せて考察し、律令期に常盤国を中心とする関東地方と東北地方北部の太平洋沿岸域との間で鉄の物質文化交流が活発化し、その影響が北海道に及んだ可能性があると指摘している。

## 蕨手刀子
柄頭の形状に着目した場合、柄の端部（茎尻）が蕨型に装飾があり刃長が1尺（30.3cm）に満たない刀子は蕨手刀子と呼称される。5世紀から6世紀にかけての日本で多数出土しており、これも共鉄柄であり、10cm前後から20cmを超えるものが発掘されている。この蕨手刀子は、朝鮮半島では大邱市達城（タルソン）55号墳など数古墳で確認されるのみである。松井和幸によれば、柄部が刃先と反対に曲げられている曲刀子が蕨手刀子の源流とされ、釜山市老圃洞（ノポドン）遺跡33号墳（3世紀後半）や福岡県池の上墳墓群などから出土している。
茨城県の十五郎穴からは、蕨手刀と共に鞘尻金具や帯取り金具などの飾り金具がついた刀子が出土している。正倉院にも蕨手刀（「黒作横刀」）が保存されている。
山形県の三崎山遺跡では大陸との交易によって入手したとみられる約3000年前の青銅刀子が出土している。大きさは15cm前後から20cm超であり柄には丸い穴が開いている。また縄文時代後・晩期には青銅製刀子の模造品とみられる石刀の出土が見られる。
交易品の青銅刀子や国産の石刀との関係、主に西日本で見られる蕨手刀子との関係、どのような経路・経緯をもって東北で武器である刀として大型化し普及したのかなど詳細は不明である。

## 備考
- 蕨手刀自体は江戸時代から確認されており、古くは松平定信が編集した『集古十種』に掲載されている。また、随筆『桂林漫録（けいりんまんろく）』（寛政12年）の絵図には、古刀図として、切先から頭までが二尺五寸四分強の蕨手刀が描かれている。記述によれば、現在の岩手県和賀郡出土のものとある。
- 作刀･鑑定研究などから蕨手刀は一関の舞草刀（もくさとう）[27]に受け継がれたと考えられており、平安末期から鎌倉の頃にかけて奥州鍛冶（広義には出羽月山鍛冶を含む）が大和あるいは九州へ招かれ、大和千手院、豊後行平、薩摩波平へとつながると解する論者もいる[28]。
- 蝦夷との交易によりオホーツク文化（オホーツク海沿岸を中心に栄える）にも伝来したとされ、枝幸町の目梨泊遺跡で発掘された蕨手刀は国の重要文化財に指定されている[29]。またウサクマイA遺跡の付近からも発見された2振りは千歳市の有形文化財に指定されている[30]。
- ジブリ映画「もののけ姫」のアシタカが腰に佩く刀は蕨手刀がモチーフであるが、柄は青銅刀子のように丸い穴があり、作画の関係から刀身は直線で描かれている[31]。

## ギャラリー

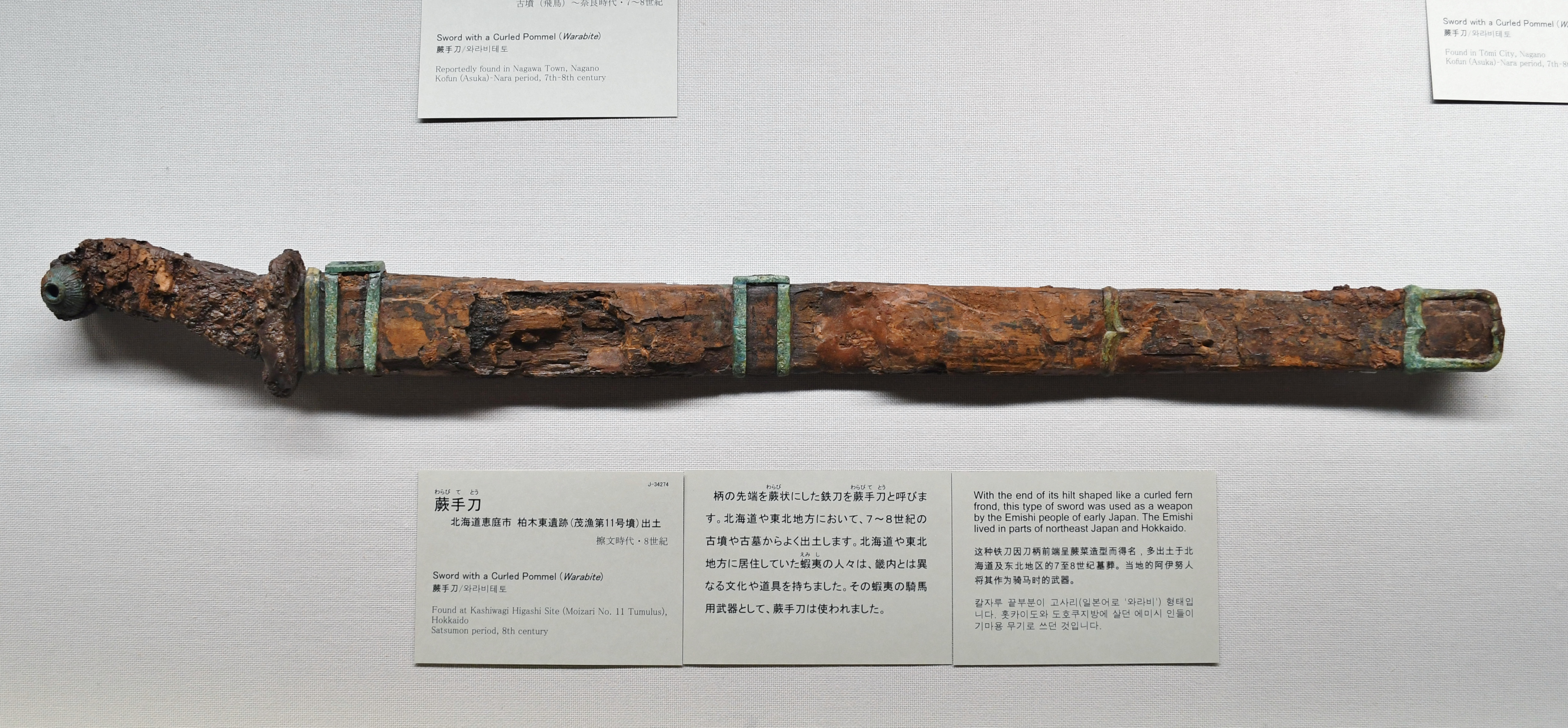
北海道恵庭市柏木東遺跡出土 蕨手刀（東京国立博物館展示）
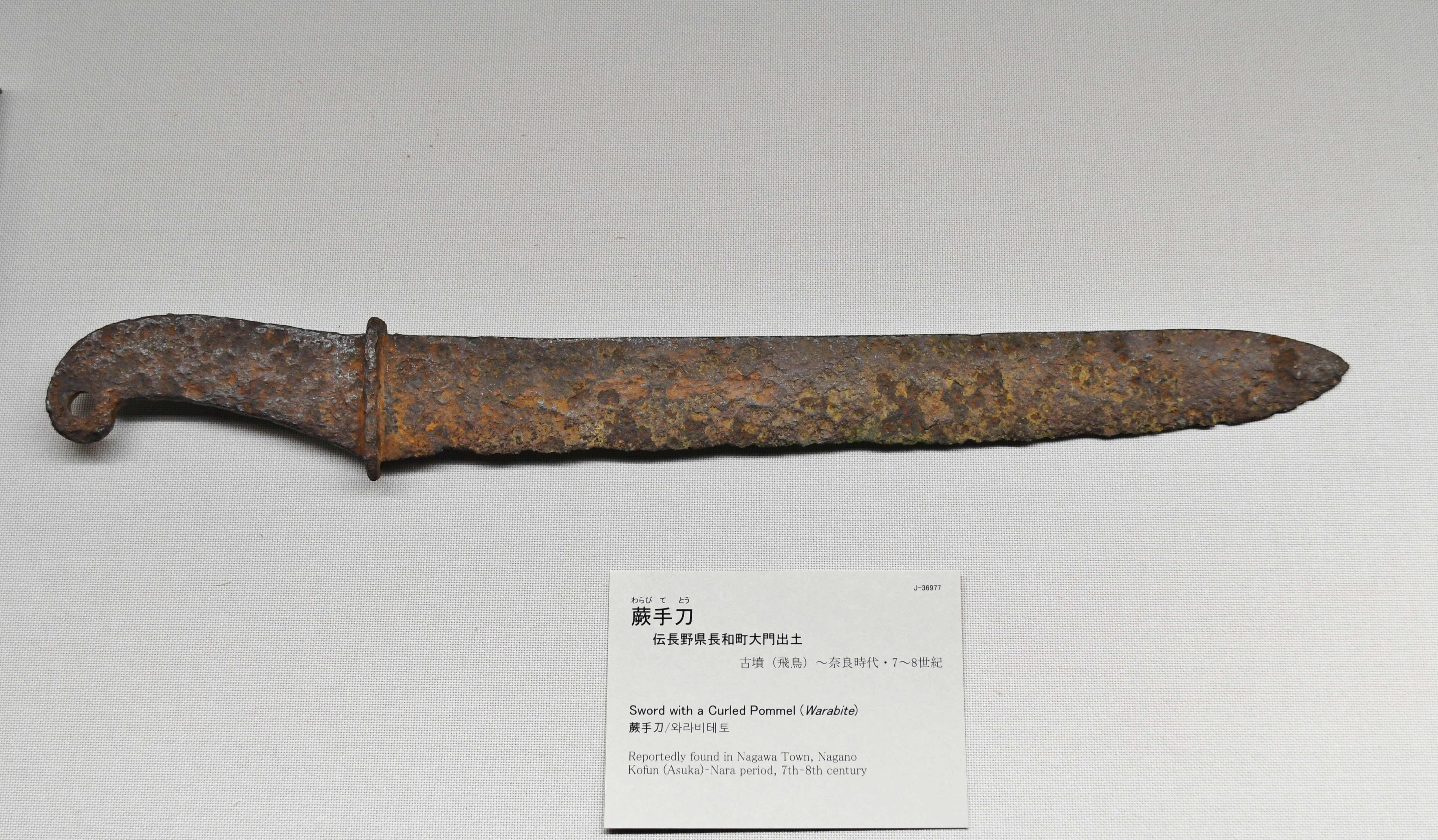
伝長野県長和町大門出土 蕨手刀（東京国立博物館展示）
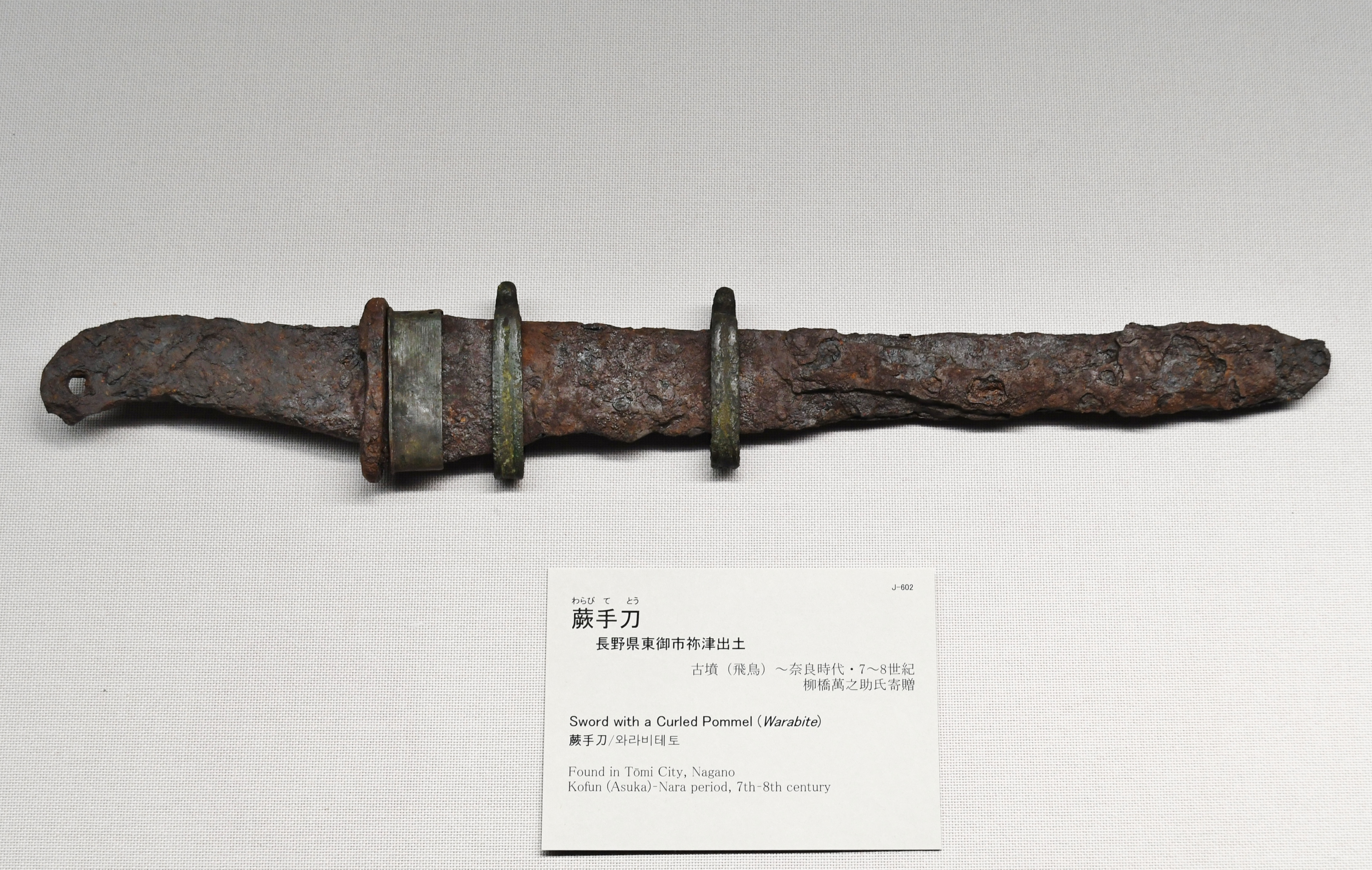
長野県東御市祢津出土 蕨手刀（東京国立博物館展示）
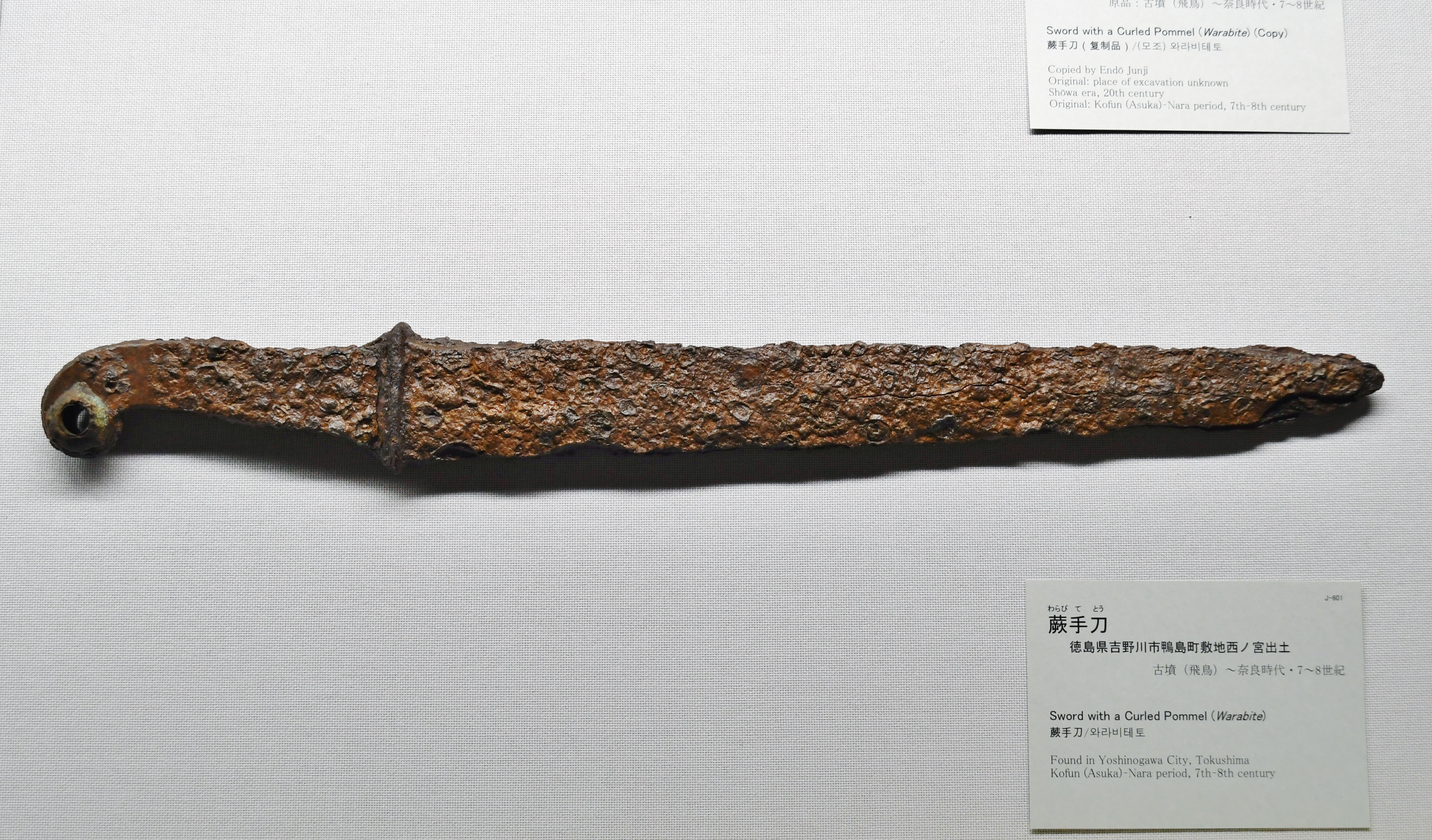
徳島県吉野川市鴨島町敷地西ノ宮出土 蕨手刀（東京国立博物館展示）